# Dapol
Dapol (ダポール、ディポール) はイギリスの鉄道模型メーカーである。

## 概要
イギリス西部ウェールズのチャークに拠点を置く鉄道模型メーカーで、直流二線式のOOゲージとNゲージを発売している。プラモデルメーカーのエアフィックスが生産していた鉄道車両のプラモデルや鉄道模型を引き継いでイギリス国内で生産していたが、近年はオリジナル製品も中国生産にて発売している。鉄道以外ではイギリスのテレビドラマであるドクター・フーの玩具を生産していた。
Dapolは『David + Poline (Pauline) 』で、創業者のディビッド・ボイル (David Boyle) とポーリーン・ボイル (Pauline Boyle) の名前が由来である。日本語では「ダポール」「ディポール」などと呼称される。

## 歴史
- 1984年 - 創業。1985年にPalitoy社が倒産した際に、同社がエアフィックスから引き継いで生産していた縮尺1/76の鉄道関連のプラモデルとOOゲージ鉄道模型の生産設備を買収した[1]。
- 1988年 - イギリスのBBCで放送されているテレビドラマ「ドクター・フー」のライセンスを2002年まで取得し、関連グッズの生産を開始した[2]。
- 1993年 - イギリスの鉄道模型メーカーであるレーン社を買収し、OOゲージの貨車の生産を引き継いだ。
- 1996年 - 一部の鉄道模型製品をホーンビィとバックマンに売却した。
- 1998年 - ボイル家に代わってジョージ・スミス (George Smith ) が会社の新代表となった。
- 2001年 - レーン社と製品をレーン社製品の愛好者3人に売却した。この年、ドクター・フー関連グッズの生産が終了したが2002年にライセンスが更新され2003年まで延長された。
- 2003年 - 中国生産によるNゲージ鉄道模型に参入した。
- 2010年 - ジョージ・スミスが退職したため、ボイル家のクレイグ・ボイル (Craig Boyle ) による経営となった。同年、クレイグ・ボイルの叔父のジョエル・ブライト (Joel Bright ) がDapolの新代表に就任した。

## 製品

### 鉄道模型
OOゲージとNゲージを生産している。かつては多くのOOゲージ製品がエアフィックス製品や、Palitoy社のメインラインブランド製品を引き継いだものであったが、近年中国生産による新設計の製品も登場している。
架空電車線方式の車両が製品化されているものの、それらの車両は架線集電には対応しておらず、ダミーの架線柱が製品化されているのみである。デジタルコマンドコントロール対応の車両も近年増えている。
Nゲージ
動力車はギア比40:1を基準としており、連結器は欧州鉄道模型標準規格 (NEM規格) に準拠している。また、発光ダイオードによるヘッドライトを搭載しているものもあり、室内灯も発光ダイオードを用いたものが別売オプションで用意されている。
OOゲージ
Dapolでは主に貨車を製品化している。イギリス国鉄以前の古典的な2軸貨車が主流であるが、国鉄以降の近代的な貨車も近年増えている。

### プラモデル
1960年代にキットマスターとエアフィックスから発売されていた、鉄道車両や鉄道施設の縮尺1/76のプラモデルを、Dapolが一部引き継いで発売している。
実物が1435mm軌間 (標準軌) であるイギリスの鉄道車両を1/76とすると、模型線路は19mmに近い軌間となるが、これらのプラモデル製品はOOゲージ用に作られているため、16.5mmの線路に載せられるようにシャーシや車軸が狭めの仕様になっている。
他社から、Dapolの鉄道車両プラモデル用に車輪や動力装置が発売されており、購入者が加工することで鉄道模型としても使用できる。

### ドクター・フー
1963年よりイギリスのBBCで放送されているテレビドラマで、このドラマに登場する人物やメカニックのフィギュアが各種発売されていた。

## 業務提携
- トミーテック - TOMIXの『マルチレールクリーニングカー』を英国で販売しているほか、同製品の技術を利用したOOゲージ版の『Motorised Track Cleaner』を製造・販売している[3]。なお、上記製品はトミーテックでも輸入販売している[4]。